# آپاتیتی
شهر آپاتیتی (به روسی: Апатиты) در کشور روسیه و در اوبلاست مورمانسک واقع شده‌است.